# Kostel svatého Václava (Smíchov)
Kostel svatého Václava na Smíchově je římskokatolický farní kostel na náměstí 14. října na Smíchově v Praze. Novorenesanční trojlodní bazilika s dvěma padesátimetrovými věžemi je zasvěcena českému patronovi svatému Václavu. Byla vystavěna v letech 1881–1885 podle plánů architekta Antonína Viktora Barvitia. Na plastické výzdobě se podíleli Ludvík Šimek a Stanislav Sucharda, malby, mozaiky či vitráže navrhli František Sequens, Josef Matyáš Trenkwald, Maxmilián Pirner a Zikmund Rudl. Exteriér stavby patří k nejvýznamnějším příkladům české novorenesanční architektury, interiér je pojatý ve stylu raně křesťanské baziliky římské.

## Historie kostela

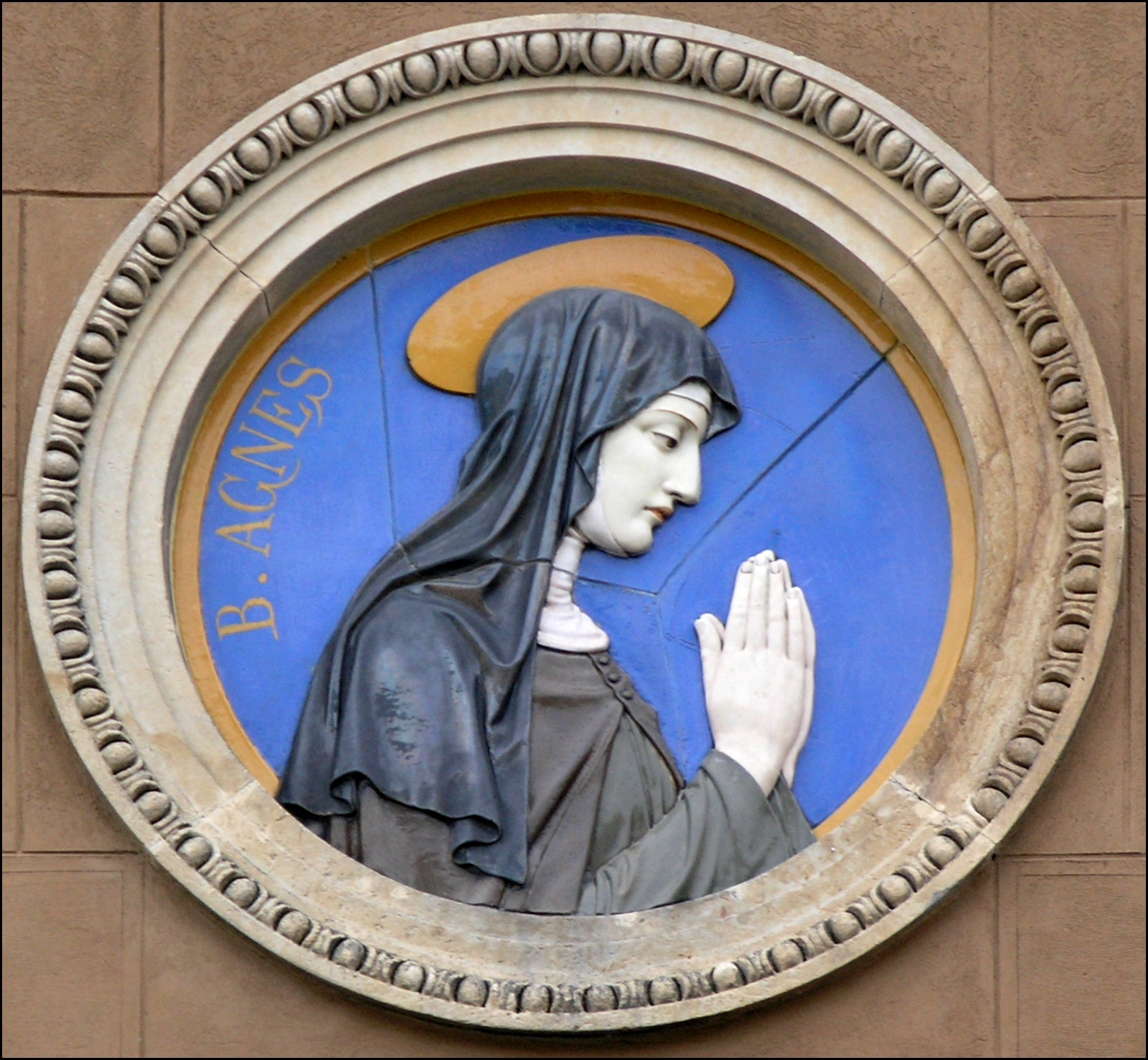
Ludvík Šimek: Blahoslavená Anežka, majolikové tondo, Florencie 1885

O vybudování nového kostela na Smíchově (původní farní kostel sv. Filipa a Jakuba na dnešním Arbesově náměstí vzhledem k rychlému rozvoji města kapacitně nedostačoval) byl rozhodnuto již v roce 1866. Na zamýšlenou stavbu odkázal částku 30 000 zlatých pražský rezident a emeritní císař Ferdinand V. († 1875) s chotí Marií Annou. Na stavební parcelu se čekalo, než byla uvolněna Buquoyská zahrada a zbořen Buquoyský letohrádek. Z důvodu odkrytí přímého pohledu z radnice na průčelí kostela bylo navíc ubouráno jižní klasicistní křídlo letohrádku Portheimka. V roce 1880 bylo při smíchovské obci ustaveno Družstvo sv. Václava pro výstavbu kostela, které téhož roku zakoupilo pozemek za 100 000 zlatých. Základní kámen nového chrámu v oltáře se vztyčeným kamenným křížem byl položen 18. září roku 1881, stavba pak probíhala do roku 1885. Dne 26. září 1885 sem byly slavnostně přeneseny svaté ostatky. Na druhý den sem přišli ke slavnostnímu vysvěcení pražský arcibiskup František hrabě Schönborn s českobudějovickým biskupem Dr. Martinem J. Říhou a světícím biskupem pražským Karlem Schwarzem a některými kanovníky pražské kapituly. Na kostel byl přenesen farní status a původní farní kostel sv. Filipa a Jakuba byl v roce 1891 zbořen.
Roku 1891 při příležitosti konání jubilejní výstavy v Praze navštívil kostel císař František Josef I. Roku 1897 navštívil chrám místodržitel Království českého Karel Coudenhove a přední místodržitel český hrabě František z Thun-Hohensteinu.

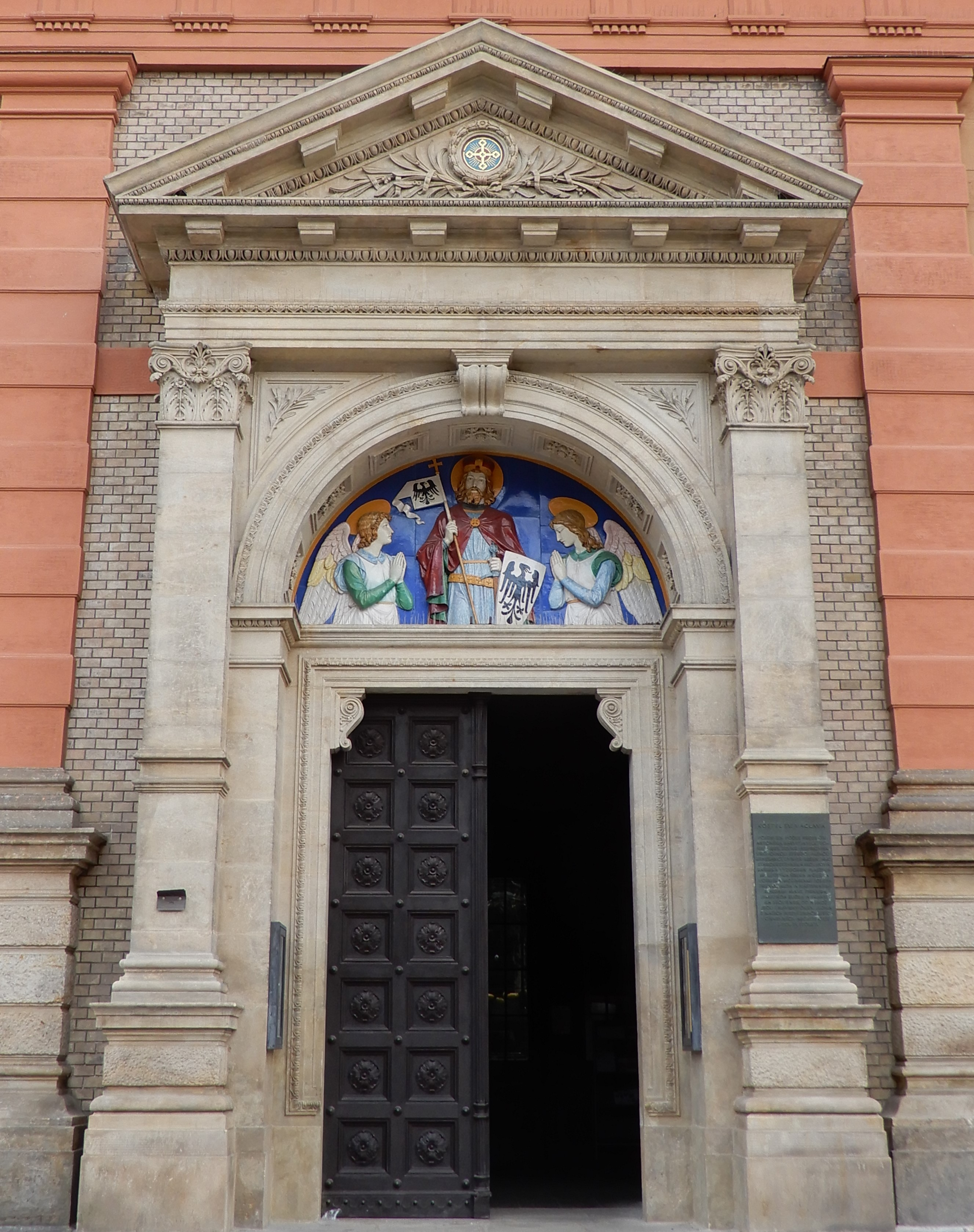
Hlavní portál kostela

Druhé slavnostní vysvěcení zvonů se uskutečnilo 16. září 1923 za účasti jednot Orlů z Prahy a místních katolických spolků. Nové zvony vysvětil arcibiskup František Kordač. 
V roce 1945 zde bylo vystaveno Palladium země české, které podle legendy měl svatý Václav u sebe v době svého zavraždění. V neděli 27. září 2015 byla zde poprvé vystavena při mši ke cti svatého Václava jeho lebka (s čelenkou a korunkou z doby Svatováclavského milénia 1929), zapůjčená z katedrály svatého Víta, Václava a Vojtěcha na Pražském hradě. Poté byla převezena do Staré Boleslavi na Národní Svatováclavskou pouť 28. září.

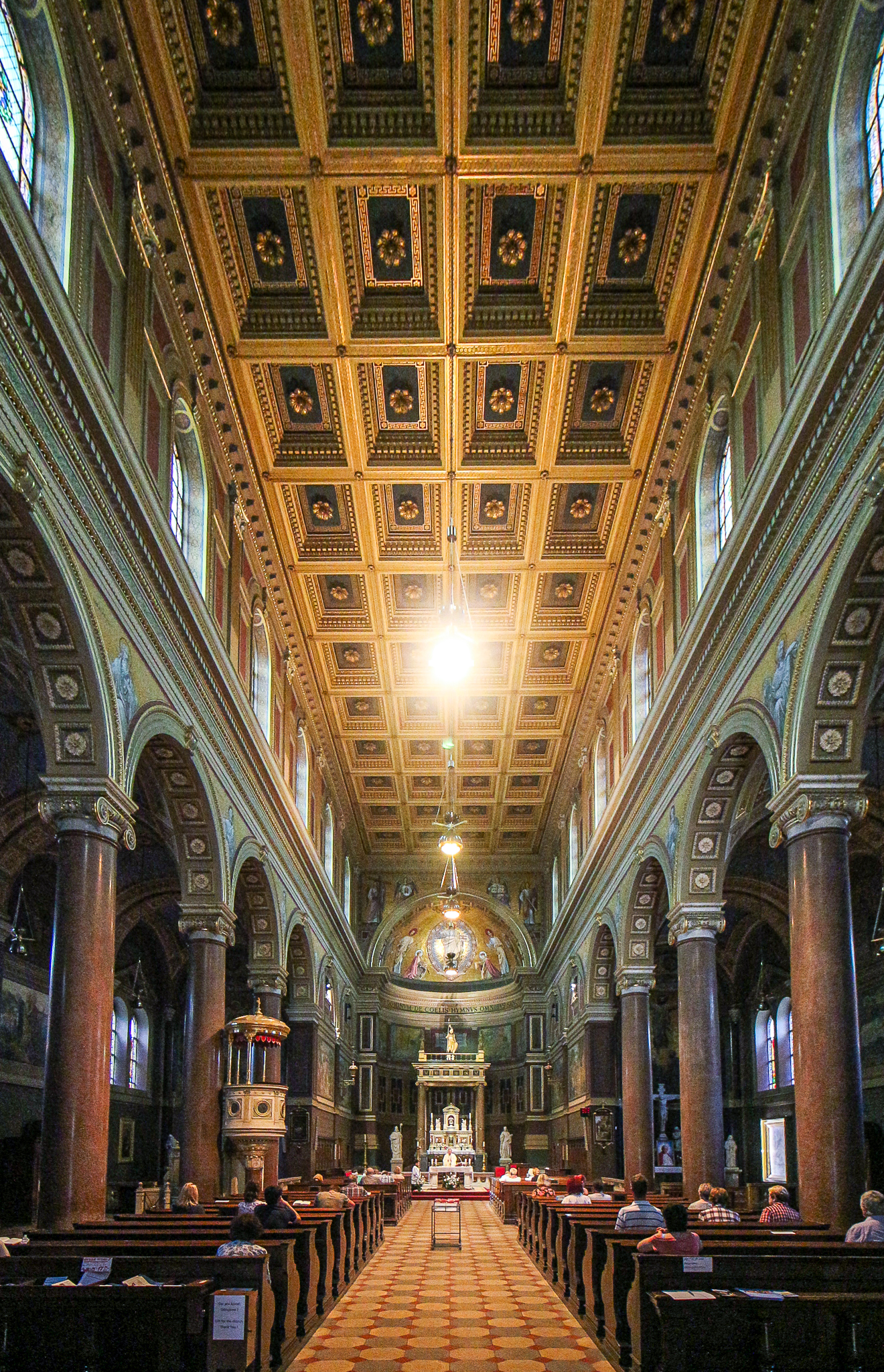
Interiér kostela

## Exteriér kostela
Západní průčelí je trojosé, se dvěma 50 metrů vysokými hranolovými věžemi s jehlancovými špicemi. Má tři vchody s pískovcovými portály. Zdobí je tři reliéfy z pestrobarevné italské majoliky, zhotovené ve Florencii z modelů Ludvíka Šimka: v tympanonu hlavního vchodu to je lunetový reliéf s polofigurou sv. Václava mezi anděly, nad bočními vchody kruhové reliéfy (tzv. tonda) Anežky České a Hroznaty z Ovence. Kruhové okno nad portálem zdobí vitráž s polofigurou Panny Marie s Ježíškem, viditelná jen z interiéru. 

## Interiér kostela
Hlavní loď je plochostropá, s plastickými novorenesančními kazetami, které jsou polychromované a zlacené. Mezilodní arkády jsou neseny dvěma čtveřicemi žulových sloupů s hlavicemi zdobenými bílým carrarským mramorem. Boční lodi jsou klenuté. Malby proroků a sibyl nad mezilodními arkádami navrhl František Sequens. Mozaika v apsidě hlavní lodi zobrazuje Krista Spasitele mezi světci: dole klečí sv. Václav a sv. Ludmila, po stranách stojí sv. Petr a sv. Pavel, za nimi sv. Vojtěch a sv. Prokop. Podle návrhu Josefa Matyáše Trenkwalda je provedla mozaikářská dílna z Innsbrucku. V apsidě severní boční lodi je malba Korunovace Panny Marie od Maxmiliána Pirnera, provedená technikou enkaustiky. V apsidě jižní lodí namaloval Zikmund Rudl touž technikou Nanebevstoupení Páně. Motivy vitráží v oknech jsou provedeny podle návrhu Františka Sequense, který namaloval také oltářní obraz Panny Marie, kopii raně křesťanské ikony z chrámu Santa Maria Maggiore v Římě. Kazatelna a oltářní architektura jsou tesané z bílého istrijského mramoru..